# Ніколя I (герцог Лотарингії)
Ніколя (Ніколаус) I (фр. Nicolas Ier de Lorraine-Anjou, нім. Nikolaus I.; 1448 — 27 липня 1473) — герцог Лотарингії у 1470—1473 роках.

## Життєпис
Походив з Анжуйської гілки династії Валуа. Син Жан II, герцога Лотарингії, та Марії де Бурбон. Народився 1448 року в Нансі. Здобув французьку освіту.
1461 заручений зі старшою донькою французького короля Людовіка XI — Ганною. У 1466 році, коли його батько рушив Арагонського королівства, Ніколя призначається адміністратором (намісником) герцогства. У 1468 році брав участь у поході французького королівського війська проти Франциска II, герцога Бретані, захопивши Шамтосо й Ансені.
У грудні 1470 року після смерті Жана II оголошується новим герцогом Лотарингії, а 1471 року — номінальним герцогом Калабрії і графом Барселони та спадкоємцем королівств Неаполя і Арагона (як нащадок титулу свого діда Рене I).
У 1472 році герцог Лотарингії розірвав заручини з французькою принцесою та став орієнтуватися на Карла I, герцога Бургундії. Ніколя I вирішив пошлюбити доньку останнього Марію. Проте бургундський герцог всіляко затягував зі шлюбом своєї дочки, оскільки не мав спадкоємця чоловічої статті й тому побоювався втрати влади своєї династії. Водночас герцог Лотарингії брав участь у поході бургундського війська до Пікардії та облозі Бове.
У 1473 році намагався підкорити місто Мец, проте невдало. Невдовзі після цього під час підготовки до нової атаки на Мец Ніколя I раптово помер у Нансі. Йому успадковувала стрийня Іоланда.

## Родина
Дружина: не було
Діти:
- позашлюбна дочка Маргарита, дружина Жана IV де Шабан, графа де Даммартен.